# Ukonluoto (ö i Södra Savolax, Nyslott, lat 61,76, long 29,46)
Ukonluoto är en ö i Finland. Den ligger i sjön Puruvesi och i kommunen Nyslott i  landskapet Södra Savolax, i den sydöstra delen av landet, 300 km nordost om huvudstaden Helsingfors. Öns area är 0,4 hektar och dess största längd är 130 meter i öst-västlig riktning.